# Епархия Вуллонгонга
 Епархия Вуллонгонга  (лат. Dioecesis Vollongongensis) — епархия Римско-Католической церкви с центром в городе Вуллонгонг, Австралия. Епархия Вуллонгонга входит в митрополию Сиднея. Кафедральным собором епархии Вуллонгонга является собор святого Франциска Ксаверия.

## История
15 ноября 1951 года Римский папа Пий XII выпустил буллу «Non parum sane», которой учредил епархию Вуллонгонга, выделив её из архиепархий Сиднея и Канберры и Гоулбёрна.

## Ординарии епархии
- епископ Thomas Absolem McCabe (15.11.1951 — 10.05.1974);
- епископ William Edward Murray (5.06.1975 — 12.04.1996);
- епископ Филипп Эдвард Вильсон (12.04.1996 — 30.11.2000) — назначен вспомогательным епископом архиепархии Аделаиды;
- епископ Peter William Ingham (6.06.2001 — 30.11.2017).

## Источник
- Annuario Pontificio, Libreria Editrice Vaticana, Città del Vaticano, 2003, ISBN 88-209-7422-3
- Булла Non parum sane, AAS 44 (1952), стр. 258 (лат.)